# Que viva Mexico!
Que viva Mexico! (¡Que viva México!) è un film incompiuto del 1931, diretto dal regista sovietico Sergej Michajlovič Ėjzenštejn.

## Produzione

Una scena del film

Le riprese furono svolte in Messico nel periodo 1931-1932, col finanziamento di un gruppo nordamericano capeggiato da Mary e Upton Sinclair. I soldi terminarono anticipatamente alle esigenze ed il regista fu richiamato in Unione Sovietica dove, tra l'altro, era caduto in disgrazia presso Stalin. I sovietici non vollero neppure saperne di acquistare il vasto materiale già disponibile che, secondo accordi, avrebbe dovuto raggiungere il regista rimpatriato. I produttori, per realizzare qualcosa, ne permisero la successiva distribuzione sotto la regia di altri autori. Il materiale fu così suddiviso e utilizzato per la realizzazione di: Lampi sul Messico (1933), Eisenstein in Mexico (1933), Death Day (1934) e Time in the Sun (1940).
Ejzenštejn morì a Mosca nel 1948 e nel 1954 il film finì al Museo di Arte Moderna di New York. Solo nel 1970 il materiale fu accettato nel proprio Paese dal Ministero Sovietico del Cinema. Nel 1979 da materiale elaborato in loco uscì Que Viva Mexico! - Da Zdravstvuyet Meksika!, ad opera di Grigorij Vasil'evič Aleksandrov che aveva partecipato all'originario progetto ed era l'unico ancora in vita essendo morto anche l'altro operatore-fotografo, Eduard Tisse. A oggi è questa la versione conosciuta e visibile dell'opera.
In questa si assiste a una premessa dello stesso Alexandrov che spiega le vicissitudini della pellicola e le modalità con le quali è stata completata e viene presentata.
Il film ha un prologo, un epilogo e si divide in cinque episodi: "Conquest", "Sandunga", "Fiesta", "Maguey" e "Soldadera", dei quali solo l'ultimo non fu completato. Elementi narrativi, di viaggio e storici occupano le sezioni in vario modo. La recente rivoluzione di quel paese è prevalentemente sullo sfondo di una ricerca artistica ad ampio respiro. La suggestiva scenografia offre una visione complessa della vita in Messico.
Nella versione del 1979 il commento è affidato alla lettura della sceneggiatura originale scritta dallo stesso Ejzenštejn. Al termine del quarto episodio appare nuovamente Alexandrov a riassumere e spiegare il contenuto di quello che doveva essere il capitolo chiave e che è rimasto incompiuto e del quale non viene mostrata altro che qualche foto di scena: "Soldadera", con la rappresentazione del riscatto del popolo messicano per mezzo della rivoluzione. Premessa all'epilogo pieno di speranza che segue e conclude il film.